# Kölaby landskommun
Kölaby landskommun var en tidigare kommun i dåvarande Älvsborgs län.

## Administrativ historik
Kommunen inrättades i Kölaby socken i Redvägs härad i Västergötland när 1862 års kommunalförordningar trädde i kraft. 
Vid kommunreformen 1952 uppgick landskommunen i Redvägs landskommun som upplöstes 1974 då denna del uppgick i Ulricehamns kommun.

## Politik

### Mandatfördelning i Kölaby landskommun 1946
| 6 | 4 | 5 | 5 |

| 19 |